# 紀宝インターチェンジ
紀宝インターチェンジ（きほうインターチェンジ）は、三重県南牟婁郡紀宝町神内にある新宮紀宝道路・紀宝熊野道路のインターチェンジである。
近畿自動車道紀勢線に並行する国道42号の自動車専用道路として整備されている。

## 歴史
- 2013年（平成25年）度 : 新宮紀宝道路事業化[2]。
- 2019年（平成31年/令和元年）度 : 紀宝熊野道路事業化[3]。
- 2024年（令和6年）
  - 3月28日 : IC名称が仮称と同じ「紀宝IC」で正式決定[4]。
  - 12月7日 : 新宮紀宝道路 新宮北IC - 紀宝IC間開通に伴い供用開始[5][6][7]。

### 予定
- 未定 : 紀宝熊野道路 開通

## 接続する道路
- 国道42号（紀宝バイパス）

## 料金所
無料区間のため設置されていない。

## 隣
E42 新宮紀宝道路・紀宝熊野道路
紀宝鵜殿IC - 紀宝IC - 御浜IC（事業中・仮称）